# Coelachne
Coelachne R.Br. é um género botânico pertencente à família Poaceae, subfamília Panicoideae, tribo Isachneae.
Suas espécies são encontradas na África, Ásia e Australásia.

## Espécies
| - Coelachne africana Pilger - Coelachne angolensis (Rendle) Jacques Felix - Coelachne auquieri P.Ndabaneze - Coelachne brachiata Munro ex Benth. - Coelachne friesiorum C.E.Hubbard - Coelachne ghatica V.N.Naik - Coelachne hackeli Merrill - Coelachne infirma Buese - Coelachne japonica Hack. - Coelachne madagascariensis Baker | - Coelachne meeboldii C.E.C.Fischer - Coelachne minuta Bor - Coelachne occidentalis Jacques Felix - Coelachne paludosa Peter - Coelachne perpusilla Thw. - Coelachne pulchella R.Br. - Coelachne simpliciuscula Munro ex Benth. - Coelachne soerensenii Bor - Coelachne subulifolia F.Muell. |